# Raïon de Miory
Le raïon de Miory (en biélorusse : Мёрскі раён et en russe : Миорский район, Miorski raïon) est une subdivision de la voblast de Vitebsk, en Biélorussie. Son centre administratif est la ville de Miory.

## Géographie
Le raïon couvre une superficie de 1 786,64 km2, dans le nord-ouest de la voblast. Le raïon de Miory est limité au nord par la Lituanie et le raïon de Verkhniadzvinsk, à l'est par le raïon de Polatsk, au sud par le raïon de Hlybokaïe et le raïon de Charkowchtchyna, et à l'ouest par le raïon de Braslaw.

## Histoire
Le territoire du raïon avait fait partie du gouvernement de Vilna de l'Empire russe avant de redevenir polonais de 1921 à 1939. Après la signature du pacte germano-soviétique, il fut envahi par l'Armée rouge et annexé par l'Union soviétique. Le raïon de Miory fut créé le 15 janvier 1940 dans la voblast de Vitebsk, en RSS de Biélorussie. Le 3 octobre 1959, le raïon s'agrandit du territoire du raïon de Diszna, supprimé le même jour.

## Population

### Démographie
Les résultats des recensements de la population (*) font apparaître une diminution rapide de la population du raïon depuis 1959.
| 1959*  | 1970*  | 1979*  | 1989*  | 1999*  | 2009*  |
| ------ | ------ | ------ | ------ | ------ | ------ |
| 51 947 | 44 463 | 38 857 | 33 381 | 32 054 | 24 364 |

### Nationalités
Selon les résultats du recensement de 2009, la population du raïon se composait des nationalités suivantes :
- 93,01 % de Biélorusses ;
- 3,98 % de Russes ;
- 1,69 % de Polonais.

### Langues
En 2009, la langue maternelle était le biélorusse pour 81,8 % des habitants du raïon de Miory et le russe pour 17,11 %. Le biélorusse était parlé à la maison par 63,93 % de la population et le russe par 32,81 %.